# Armoiries de la Bretagne
Les armoiries de la Bretagne sont celles des ducs de Bretagne de 1316 à 1514 : « d'hermine plain ». Elles dérivent de la brisure des armes du baillistre Pierre Mauclerc.

## Histoire

### L'échiqueté de Dreux

Bannière de Pierre de Dreux

Pierre de Dreux, cadet de sa famille, se vit attribuer une brisure fréquente chez les princes voués à la cléricature : un franc-quartier d'hermine. Ce prince fut imposé en 1212 par le roi de France Philippe Auguste comme époux à la duchesse Alix. Celle-ci ne disposant pas d'armoiries, Pierre Mauclerc usa de ses propres armes comme baillistre du duché de Bretagne et ses successeurs firent de même.
Pendant un siècle (de 1213 à 1316), les écus et les bannières des princes bretons portent l'échiqueté de Dreux d'or et d'azur (jaune et bleu) au franc-quartier d'hermine. L'échiqueté de Dreux provient lui-même de l'échiqueté de Vermandois. Il est figuré avec ou sans bordure de gueules (rouge), selon les représentations. Le duc de Bretagne étant aussi comte de Richmond, du moins quand le roi d'Angleterre lui reconnaissait la jouissance de cet Honneur de Richmond (« fief de Richemont »), les armoiries de ce comté furent identiques à celles du duché.

### D'hermine plain

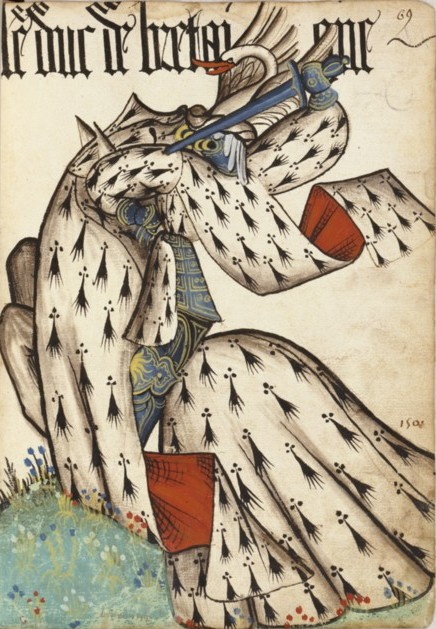
Le duc Jean V représenté dans le Grand Armorial équestre de la Toison d'or au XVe siècle. Monture et cavalier portent l'hermine plain.

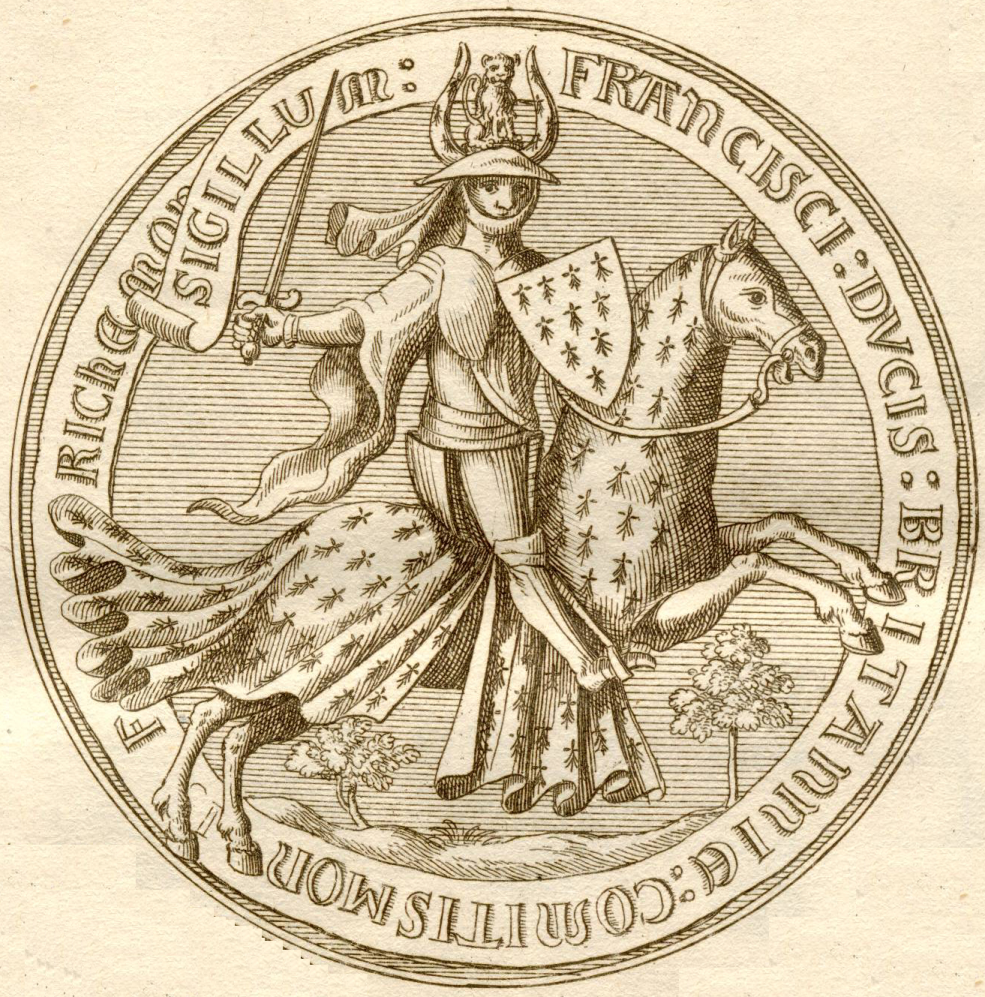
Sceau du duc François Ier. Le duc y est représenté paré d'hermine

En 1316, quatre ans après son avènement, Jean III abandonna définitivement l'échiqueté de Dreux, pour l'« hermine plain ». Elle sera utilisée jusqu'au XVIe siècle. Les raisons de cette modification tardive (les changements d'armoiries étaient rares au XIVe siècle chez les grands princes) et remarquable ont été analysées par Michel Pastoureau :
1. Jean III entretenait d'exécrables relations avec sa marâtre Yolande de Dreux (mère de son demi-frère Jean de Montfort) et était en procès avec elle au sujet de l'héritage de son père le défunt duc Arthur II. Yolande, issue de la même famille de Dreux que Jean III, portait les mêmes armes que lui. Or, l'héraldique médiévale était un élément du droit. Porter les armoiries ducales signifiait partager l'autorité et les propriétés ducales. Jean III ne pouvait l'accepter de sa marâtre et puisqu'il ne pouvait lui interdire le port des armes de Dreux, il aurait décidé d'en changer lui-même.
2. Le fait que ces armoiries de Dreux étaient brisées (la bordure de gueules) et surbrisées (le franc-quartier d'hermine) signalait qu'elles étaient les armes d'un cadet, peu convenables pour une grande principauté. Elles faisaient aussi de la Bretagne une dépendance héraldique du petit comté de Dreux (dépendant originairement du duché de Normandie). Des armes simples qui lui soient propres étaient souhaitables pour la Bretagne de ce point de vue.
3. Les couleurs de l'échiqueté d'azur et d'or (en fait, d'or et d'azur) indiquaient au XIIIe siècle le cousinage capétien avec les rois de France, élément alors valorisant. Mais au XIVe siècle, les fleurs de lys étant devenues l'élément central de l'héraldique royale française, l'échiqueté avait perdu son prestige initial.
4. La fourrure d'hermine avait gagné en valeur du XIIIe siècle au XIVe siècle, et dépassé celle du vair (fourrure issue du petit gris), auparavant plus cotée. L'hermine était désormais perçue comme la fourrure des rois et des juges.
5. Surtout l'hermine, sorte de « semé de mouchetures d'hermine » répondait, esthétiquement et symboliquement, au semé de fleurs de lys des rois de France.

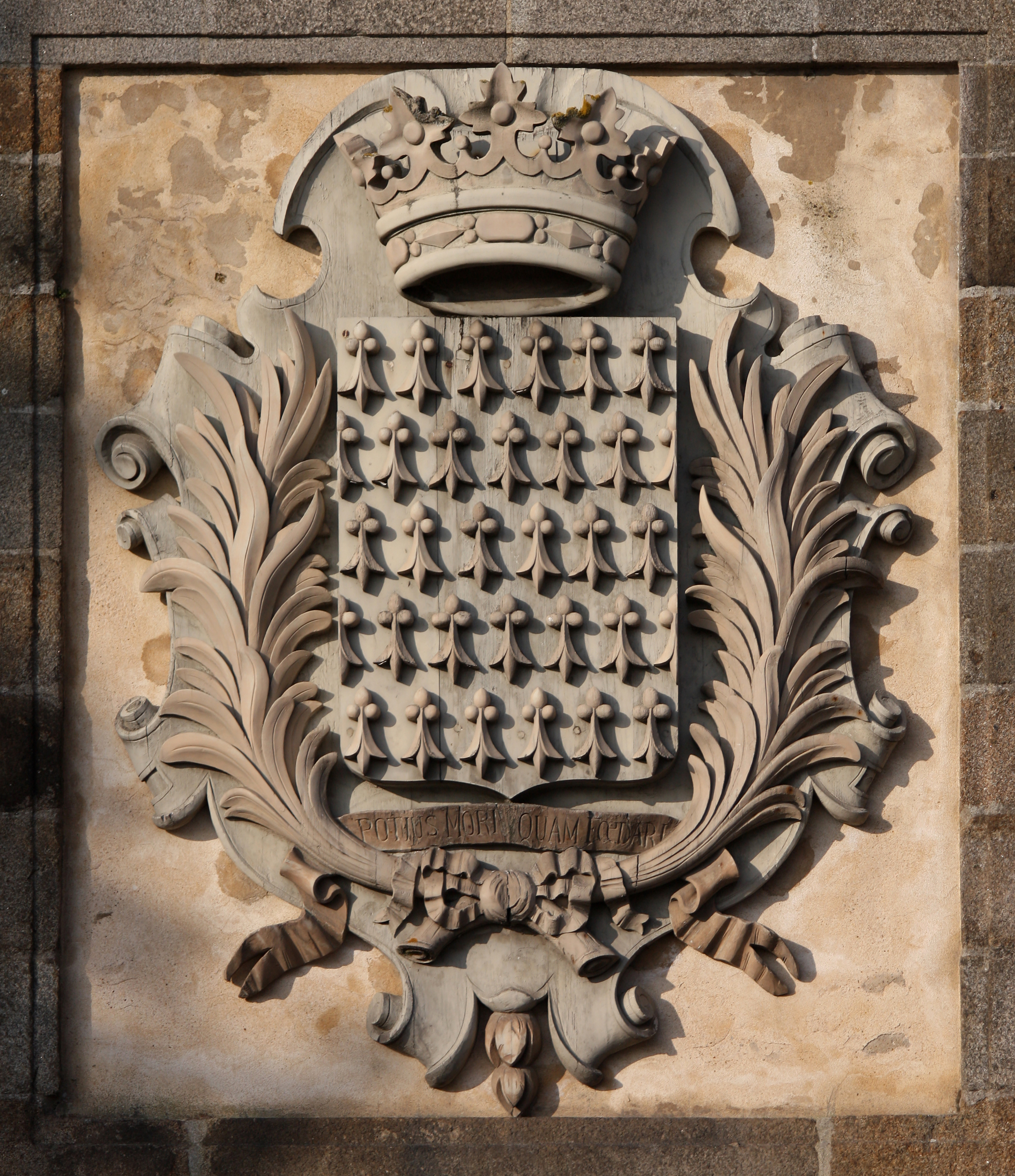
Armes de Bretagne sculptées fin XIXe à St-Malo, porte St-Vincent. On peut y lire la version latine de la devise bretonne, Potius mori quam foedari (Plutôt la mort que la souillure).

## Caractéristiques
Dans l'imaginaire actuel, la moucheture maintenant appelée « hermine » symbolise l'animal, alors qu'en héraldique elle représente simplement la queue noire de l'animal attachée par couture ou agrafe à la pelisse blanche. L'évolution de sens est liée au dessin qui présente une ressemblance morphologique avec l'animal entier.
Le nombre et la forme des mouchetures d'hermine ou queues d'hermine, varient selon le temps, le lieu et l'artiste qui les représente, sans que cela ait aucune signification autre qu'esthétique. Les armoiries ducales comportent cependant de trois à douze mouchetures en général, selon la place que leur permet la taille du support, sceau, pièce de monnaie, médaille, enluminure ou bouclier. Les mouchetures ont à leur base de neuf à trois pointes, voire une seule. À leur tête, trois mèches ou trois points figurent les points de couture par lesquels on fixait les queues d'hermine à la fourrure.
Au contraire des fleurs de lis, les queues d'hermine ne se coupent pas au bord du drapeau ou de l'écu, lorsqu'elles sont représentées selon la tradition bretonne à l'époque ducale, comme sur les sceaux reproduits dans le présent article. Cette tradition perdue au XVIe siècle, les queues d'hermine sont depuis souvent traitées à la française, comme sur les illustrations exécutées pour cet article où les mouchetures sont de plus trop nombreuses.
NB Les écus partis (c'est-à-dire les boucliers divisés verticalement en deux par une ligne médiane) permettaient la coupure en leur milieu des figures héraldiques, queues d'hermine comprises, à la ligne médiane de l'écu. Isabeau d'Écosse par exemple, en se mariant en octobre 1442 avec le duc François Ier, prit naturellement pour armoiries un écu parti de Bretagne et d'Écosse, les queues d'hermines bretonnes et le lion au trêcheur écossais étant amputés de leur moitié à leur jonction au centre de l'écu.

### Ornements extérieurs

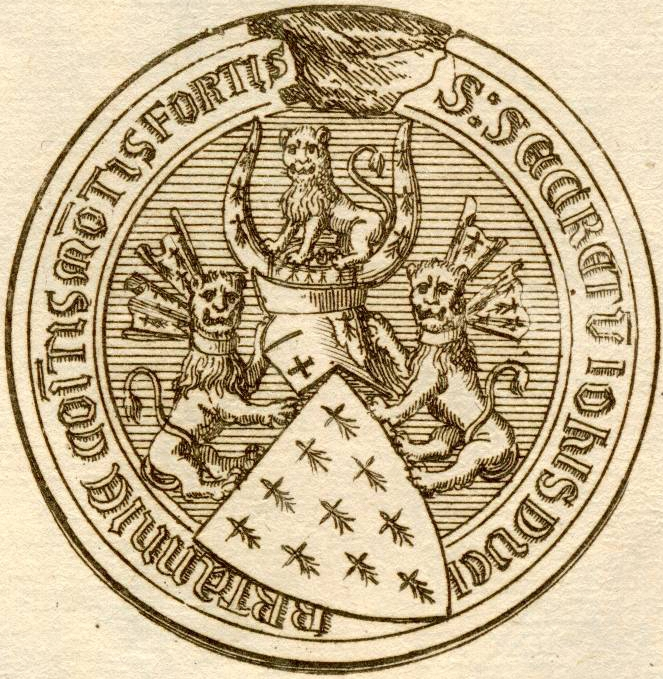
Signet du duc Jean V en 1402

Soutiens
- Lion
- Griffon

Heaume
- Corné portant le lion de Montfort

Devise
- A ma Vie (Maison de Montfort)

Collier
- ordre de l'hermine
- Ordre de l'épi
- Cordelière

## Usage actuel
Actuellement, les unités de la gendarmerie départementale en Bretagne portent un écusson d'hermine plain comme signe distinctif, presque semblable à l'écu ducal. En Limousin la gendarmerie porte l'écusson des Penthièvre, cadets de Bretagne héritiers du Limousin : « d'hermine à la bordure de gueules » (avec un encadrement rouge).
Le blason d'hermine plain est aussi utilisé de manière officielle par la Région Bretagne. Il est à l'origine ou figure en partie sur un certain nombre de blason de villes bretonnes telles que Brest, Concarneau ou encore Ploërmel. 
De même, les armoiries de Bretagne figurent partiellement sur un certain nombre d'armoiries familiales (bretonnes pour la plupart) telles que la Famille d'Acigné ou la famille Le Bihan.